# Fédération genevoise des corporations
La Fédération genevoise des corporations est un organisme genevois créé en 1932 afin de mettre en pratique la doctrine corporatiste. Elle réunissait une composante patronale et une composante syndicale. Elle a été dissoute en 1946. Sa composante patronale a continué son action et s'appelle aujourd'hui la Fédération des entreprises romandes Genève. Sa composante syndicale a pour sa part donné naissance à la Fédération des syndicats chrétiens de Genève, devenue en 1985 le Syndicat interprofessionnel de travailleuses et travailleurs (SIT).

## Histoire
Au cours des années 1920, la doctrine corporatiste, qui prônait une troisième voie entre le marxisme et le libéralisme débridé, a gagné de nombreux adeptes en Suisse romande.
En 1928, des syndicats chrétiens ont approché des patrons pour leur proposer de mettre en pratique la doctrine corporatiste. Ces derniers ont fondé le Groupe patronal interprofessionnel. En 1931, il s'est associé à la Fédération des syndicats chrétiens de Genève pour fonder la Fédération genevoise des corporations. Cet organisme comptait plusieurs corporations, des groupements qui réunissaient des représentants des patrons et des travailleurs d'un même métier.
La Fédération genevoise des corporations a créé plusieurs institutions sociales, telles que des caisses d'assurance maladie et accident, des bureaux de placement, des caisses de chômage et d'allocations familiales. Elle espérait ainsi pouvoir soustraire les ouvriers à l'influence du socialisme et éviter que les pouvoirs publics se mêlent de ces questions.
La Fédération genevoise des corporations voulait trouver des solutions concertées aux problèmes qui se posaient dans chaque branche (salaires, horaire de travail, etc.) et marginaliser ainsi les syndicats de gauche. Ces derniers étaient opposés au corporatisme, estimant qu'il profitait avant tout aux patrons. Ils refusaient de reconnaitre la validité des accords signés dans les corporations, ce qui les rendaient en partie inopérants.
La Fédération genevoise des corporations a été dissoute en 1946. Sa composante patronale a continué son action sous le nom de Fédération des syndicats patronaux, devenue Fédération des entreprises romandes Genève en 2003. Sa composante syndicale a pour sa part donné naissance à la Fédération des syndicats chrétiens de Genève, devenue en 1985 le Syndicat interprofessionnel de travailleuses et travailleurs (SIT).